# Charles Norrie

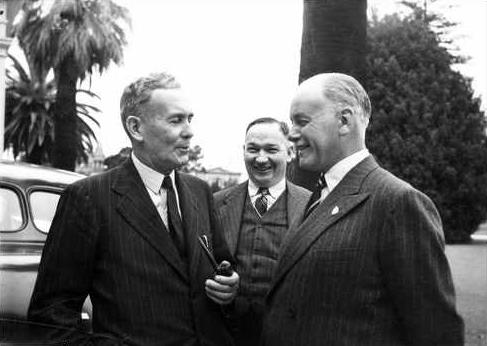
Norrie, a la derecha, en 1946 con Ben Chifley y Tom Playford.

Charles Willoughby Moke Norrie, 1er Barón Norrie (Londres, 26 de septiembre de 1893 - Wantage, Oxfordshire, 25 de mayo de 1977) fue un general del Ejército británico durante la Segunda Guerra Mundial.
Durante el conflicto, fue comandante de la 1.ª Brigada Acorazada Británica e Inspector de los Cuerpos Acorazados Reales. Dirigió el XXX Cuerpo de Ejército durante la Operación Crusader, pero fue criticado por su comprensión de la guerra de blindados, retornando a Gran Bretaña antes de la segunda batalla en el área de El Alamein para ocupar el cargo de comandante de la « Royal Armoured Corps ».
Fue gobernador de Australia Meridional entre 1944 y 1952, y luego Gobernador General de Nueva Zelanda entre 1952 y 1957.

## Condecoraciones
- Caballero gran cruz de la Orden de San Miguel y San Jorge.
- Caballero gran cruz de la Real Orden Victoriana.
- Compañero de la Orden del Baño.
- Orden del Servicio Distinguido.
- Cruz Militar.
- Caballero de justicia de la Venerable Orden de San Juan.

## Bibliografía

Armas de Charles Norrie